# Agnieszka Drotkiewicz
Agnieszka Anna Drotkiewicz (1981. szeptember 14. –) lengyel írónő.

## Élete
A Varsói Egyetem Orientalisztikai Intézetének nemzetközi kapcsolatok szakán végzett, majd ugyanitt kulturális ismereteket tanult. A Lampa című folyóirat állandó munkatársa. 2004-ben megjelent első könyvében, amelynek helyszíne a fogyasztói társadalom normáitól erősen áthatott Varsó, többnyire kollázstechnikákkal dolgozik. Két évvel később újabb könyve jelent meg, ezen kívül pedig Anna Dziewittel közösen Głośniej! Pisarki o sobie razem („Hangosabban! Írónők önmagukról, együtt”) címmel a Twój Styl nevű női magazinban jegyzi egy írását.

## Művei
- 2004 Paris London Dachau (Lampa i Iskra Boża kiadó) ISBN 83-89603-04-7
- 2006 Dla mnie to samo („Nekem is ugyanazt”, Lampa i Iskra Boża kiadó) ISBN 83-89603-46-2
- 2006 Głośniej! Pisarki o sobie, Anna Dziewit (Wydawnictwo Książkowe Twój Styl) ISBN 83-71635-25-7
- 2009 Teraz (W.A.B., Warszawa, 2009) ISBN 978-8374145015
- 2009 Teoria trutnia i inne razem z Anną Dziewit (Wydawnictwo Czarne) ISBN 978-83-7536-076-9
- 2010 Daleko od Wichrowych Wzgórz (Seria Teatru Dramatycznego, 2010) ISBN 978-83-903436-4-8
- 2011 Jeszcze dzisiaj nie usiadłam (Wydawnictwo Czarne, 2011) ISBN 978-83-7536-241-1
- 2013 Dusza światowa, Dorota Masłowska, (Wydawnictwo Literackie) ISBN 978-83-08-05204-4
- 2014 Nieszpory (Wydawnictwo Literackie, Kraków) ISBN 978-8308053386
- 2015 Piano rysuje sufit. Rozmowy o przygodzie (Wydawnictwo Czarne) ISBN 978-83-8049-019-2
- 2016 Manhattan i Mała Wenecja. Rozmowa z Ewą Kuryluk (Zeszyty Literackie, 2016) ISBN 978-83-64648-36-6
- 2018 Smak kwiatów pomarańczy razem z Tessą Capponi Borawską (Wydawnictwo Czarne) ISBN 978-83-8049-729-0